# Conrad Kindberg
Nils Conrad Kindberg, född 7 augusti 1832 i Karlstad, död 23 augusti 1910 i Uppsala, var en svensk botaniker.
Conrad Kindberg var son till handlaren Per Conrad Kindberg. Han var elev vid Karlstads högre allmänna läroverk 1841–1849 och inskrevs därefter som student vid Uppsala universitet. För att finansiera sina studier var han under två år informator i en prästfamilj i Dalsland och 1851 lärare i Åmål och även i Arvika. Efter avlagd filosofie kandidatexamen 1855 arbetade Kindberg som vice kollega i Karlstad 1855 och Filipstad 1856. Kindberg reste 1855 i Pyrenéerna och upptäckte då flera nya arter som han beskrev. Han disputerade 1856 med en avhandling om rödarvesläktet. Kindbergs lärare Elias Fries hade givit släktet namnet Lepigonum och beskrivit ett flertal nya arter och Kindberg beskrev i sin avhandling flera nya. Avhandlingen kom att översättas till engelska och kom att bli viktig i debatten om artreduceringar då botanikern William Hooker endast kom att erkänna fyra av de 25 arter som Kindberg beskrev inom släktet.
Åren 1856–1858 arbetade han som duplikant i Karlstad, blev hösten 1858 vice kollega vid Vänersborgs högre elementarläroverk och 1859 kollega där. Åren 1860-1901 arbetade han som lektor i naturvetenskap och matematik vid Linköpings högre allmänna läroverk. Under somrarna företog han regelbundna botaniska exkursioner. Vanligen i närheten av sin bostadsort men en del längre resor, bland annat 13 resor till Dovre och ett tiotal resor utanför Skandinavien. Resorna finansierades genom utgivning av läroböcker, bland annat Östgöta flora (1861), några grundläggande läroböcker i botanik och en lärobok om människokroppen. Kindberg är begraven på Gamla griftegården i Linköping.